# Elvira Castro
Elvira Rosario Susana Castro (Mendoza, 31 de agosto de 1946 - Las Heras, Mendoza, 8 de noviembre de 2014) fue una abogada y política argentina, considerada una pionera y defensora de las cooperativas vitivinícolas de la provincia de Mendoza, y de gran compromiso a lo largo de su vida con la Economía Social.
Fue una gran impulsora del proceso de constitución de cooperativas en la década de 1980 y tuvo en su carrera dos importantes cargos: Ministra de Cooperación y Acción Solidaria de Mendoza entre 1992 y 1996 y presidenta del Instituto Nacional de Asociativismo y Economía Social (INAES), organismo dependiente por entonces del Ministerio de Desarrollo Social y Medio Ambiente (en la actualidad depende del Ministerio de Desarrollo Social) de febrero de 2002 a enero de 2004, sucedida por Mario Elgue.
Afiliada al Justicialismo trabajó para las gestiones de José Octavio Bordón y de Rodolfo Gabrielli entre 1987 y 1995.
Falleció a los 68 años por un cáncer de pulmón.